# Kiril Kadiiski
Kiril Kadiiski (en bulgare Кирил Кадийски) est un journaliste, écrivain, poète et diplomate bulgare né le 16 juin 1947 à Jabǎlkovo, oblast de Kyoustendil.
Sa poésie est traduite en une douzaine de langues. Les prix littéraires Max Jacob – France, Ivan Franko – Ukraine, Le Grand Prix de la Poésie Européenne – Roumanie ont été décernés à Kiril Kadiiski pour l’ensemble de son œuvre.
Il est à l'origine de la découverte en 1995 d'un exemplaire de La Légende de Novgorode dont l'authenticité est remise en question par certains spécialistes de l'œuvre de Blaise Cendrars.